# Leonard Jackson
Pour les articles homonymes, voir Jackson.
Leonard Jackson (né le 7 février 1928 à Jacksonville en Floride et mort le 22 décembre 2013 à Manhattan) est un acteur américain.

## Filmographie

### Cinéma
- 1968 : Point noir : M. Oakley
- 1972 : Together for Days : Phil
- 1973 : Ganja & Hess : Archie
- 1973 : Five on the Black Hand Side : M. Brooks
- 1975 : Super Spook : Super Spook
- 1976 : Car Wash : Earl
- 1977 : The Baron de Phillip Fenty
- 1978 : Le Roi des gitans
- 1984 : Brother : Smokey
- 1985 : La Couleur pourpre : M. Harris
- 1989 : Second Sight : le portier
- 1990 : Frère de sang 2 : le commissaire de police
- 1991 : A Rage in Harlem : M. Clay
- 1992 : Boomerang : le chimiste
- 1995 : Les Amateurs : le chauffeur de bus
- 1996 : Basquiat de Julian Schnabel : le père de Jean Michel
- 1997 : Complots : le vieil homme dans la librairie

### Télévision
- 1977 : Kojak : Dr Logan (1 épisode)
- 1981 : The Jeffersons : Harold Mills (1 épisode)
- 1983 : Rage of Angels : Juge North
- 1986 : Cosby Show : l'exterminateur (1 épisode)
- 1987 : Amen : Martin Barlow (1 épisode)
- 1987-1988 : Spenser : Larry et Jock (2 épisodes)
- 1989 : Shining Time Station : Harry Cupper (20 épisodes)
- 1989 : 1, rue Sésame : M. Handford (1 épisode)
- 1990 : Meurtre en noir et blanc : l'homme contrarié
- 1991 : Separate But Equal : Harold Boulware
- 1992 : Mathnet : Colonel Ashby Wiggins (1 épisode)
- 1992 : Square One TV : Colonel Ashby Wiggins (2 épisodes)
- 1993 : Homicide : le responsable du cimetière (1 épisode)
- 1994 : Shining Time Station: One of the Family : Harry Cupper
- 1994 : New York, police judiciaire : Marty (1 épisode)